# Pałac Golestan
Pałac Golestan (perski: کاخ گلستان) – pałac szachów Iranu, zlokalizowany w centralnej części Teheranu, wzniesiony na przełomie XVIII i XIX wieku. W 2013 roku kompleks pałacowy został wpisany na listę światowego dziedzictwa UNESCO.
Pałac Golestan (w tłumaczeniu: Pałac Kwiatów) jest najstarszym zabytkiem w Teheranie, należy do grupy budynków zwanych Cytadelą (Arg), wzniesionych za panowania Tahmaspa I z dynastii Safawidów, a odrestaurowanych później przez Karima Chana. 
Cytadela zyskała jednak na znaczeniu dopiero za panowania Aghy Mohammada Chana, założyciela dynastii Kadżarów, który przeniósł do Teheranu stolicę Persji. Pałac Golestan stał się wówczas oficjalną rezydencją perskich szachów. Swój obecny wygląd pałac zawdzięcza gruntownej przebudowie w 1865 roku.
Za panowania dynastii Pahlawich (1925-1979) pałac wykorzystywano tylko do oficjalnych przyjęć. Odbyła się tutaj koronacja Rezy Szacha Pahlawiego w 1926 roku i Mohammada Rezy Pahlawiego w 1967 roku.
W latach 1925–1945 znaczna część kompleksu pałacowego została zburzona pod budowę nowoczesnej dzielnicy. Obecnie w pałacu mieści się muzeum z ceramiką, ozdobami i bronią.